# HC Motor Zaporijjia
Ne doit pas être confondu avec ZTR Zaporijjia.
Le HC Motor Zaporijjia est un club de handball basé à Zaporijjia en Ukraine. Le club tire son nom de l'entreprise Motor Sich, constructeur de moteurs pour avion.
Alors que le club est d'abord reconnu pour sa section féminine, vainqueur de 14 Championnats d'Ukraine entre 1993 et 2008, celle-ci disparaît en 2011 à la suite de problèmes financiers et c'est alors la section masculine qui obtient des résultats en devenant le meilleur club ukrainien à compter de 2013.

## Section masculine

### Palmarès
Compétitions internationales
- 8 participations à la Ligue des champions (C1) depuis 2013/14
- quart de finale de la Coupe des Vainqueurs de Coupe (C2) en 2012
- 1 participation à la Coupe de l'EHF (C3) en 2013
- 2 participations à la Coupe Challenge (C4) en 2010 et 2011

Compétitions nationales
- Championnat d'Ukraine
  - Vainqueur (11) : 2013, 2014, 2015, 2016, 2017, 2018, 2019, 2020, 2021, 2022, 2023
  - Vice-champion (1) : 2012
- Coupe d'Ukraine
  - Vainqueur (9) : 2013, 2015, 2016, 2017, 2018, 2019, 2020, 2021, 2023
  - Finaliste (2) : 2011, 2014
- Supercoupe d'Ukraine (uk)
  - Vainqueur (4) : 2015, 2016, 2017, 2018, 2021, 2023

### Effectif
L'effectif pour la saison 2020-2021 est
| Gardiens de but - 28 Maxym V'yunyk - 33 Ivan Maroz - 55 Gennadiy Komok Ailiers gauches - 11 Zakhar Denysov - 31 Oleksandr Kasai Ailiers droits - 05 Iurii Kubatko - 19 Édouard Kravchenko - 20 Artem Kozakevych (en) Pivots - 06 Maxim Babichev (en) - 25 Pavlo Gurkovsky - 27 Ivan Burzak - 74 Viachaslau Bokhan (en) - 77 Dmytro Tiutiunnyk | Arrières gauches - 17 Ihor Turchenko - 18 Carlos Molina Cosano - 24 Dmytro Horiha Demi-centre - 07 Aidenas Malašinskas - 10 Barys Pukhouski - 35 Taras Minotskyi Arrières droits - 13 Miloš Orbović - 22 Vladyslav Dontsov |

Transferts pour la saison 2021-22
| Arrivées - Jonas Truchanovičius (ARG), en provenance de Montpellier Handball - Andrei Klimavets (ARG) de retour de prêt de CSKA Moscou - Viktor Melnyicsuk (DC) de retour de prêt de Komlói Bányász SK - Luka Šebetić (ARD), en provenance de Tremblay-en-France Handball | Départs - Miloš Orbović (ARD), à destination de HC Kriens-Lucerne |

### Personnalités liées à la section
- Maxim Babichev (en) : joueur depuis 2017
- Sergueï Bebechko : entraîneur de 2013 à décembre 2014
- Viachaslau Bokhan (en) : joueur depuis 2020
- / Sergueï Chelmenko : joueur depuis 2015
- Aidenas Malašinskas : joueur depuis 2015
- Sergiy Onufriyenko : joueur de 2013 à 2015
- Barys Pukhouski : joueur depuis 2015
- Aliaksandr Tsitou : joueur de 2013 à décembre 2014

## Section féminine

### Palmarès
Compétitions internationales
- Coupe d'Europe des vainqueurs de coupe (1) :
  - vainqueur en 2001
- Coupe de l'EHF :
  - demi-finaliste en 2003 et 2006

Compétitions nationales
- Championnat d'Ukraine (14) : 1993, 1994, 1995, 1997, 1998, 1999, 2001, 2002, 2003, 2004, 2005, 2006, 2007, 2008

### Personnalités liées à la section
- Olga Laiuk : joueuse de 2007 à 2009
- Tanja Logvin : joueuse de 1990 à 1996
- Anastasiya Pidpalova : joueuse de 2003 à 2008
- Olena Tsyhytsia : joueuse de 2000 à 2003 et de 2006 à 2009